# 고종 (고려)
고종(高宗, 1192년 2월 10일(음력 1월 18일), 율리우스력 2월 3일 ~ 1259년 7월 28일(음력 6월 30일), 율리우스력, 7월 21일)은 고려의 제23대 국왕(재위: 1213년 9월 3일(음력 8월 10일), 율리우스력 8월 27일 ~ 1259년 7월 28일)이다.

## 개요
재위 기간 동안 최충헌과 최우, 최항, 최의로 이어지는 4대에 걸친 최씨정권이 실권을 장악하였으며, 대내적으로는 최광수의 난과 이연년 형제의 난을 비롯하여 크고 작은 반란들이 발생하였고, 대외적으로는 몽골 제국의 대대적인 침략이 시작되어 300여년간 수도였던 개경을 버리고 강화도로 천도하였다. 수차례에 걸친 몽골의 전쟁으로 전국토가 황폐화되었다.
고종은 45년 10개월 동안 재위하였는데, 고려의 역대 국왕 재위기간이 가장 길다.

## 생애

### 탄생과 가계
1192년(명종 22년), 당시 국왕이었던 명종의 태자 왕숙(강종)과 태자비 유씨(원덕왕후) 사이에서 태어났다. 고종의 외조부는 예종의 외손자인 신안후 왕성이며, 외조모는 인종의 셋째 딸인 창락궁주인데, 조부인 명종과 외조모인 창락궁주는 서로 남매이기도 하다.
1197년(명종 27년), 할아버지인 명종이 최충헌에 의해 폐위되자 아버지 강종 역시 폐태자되어 강화로 유배되면서 궁에서 쫓겨났다. 이후 희종이 최충헌을 제거하려다 실패하여 폐위되면서, 강종이 최충헌에 의해 즉위하였다.

### 즉위
1212년(강종 1년)에 태자에 책봉되고, 이듬해 강종이 붕어하자 연경궁 강안전에서 즉위하였다. 실권은 강종을 옹립한 최충헌에게 있었다.
1218년(고종 6년), 희종의 딸인 승복궁주(안혜왕후)를 왕비로 책봉하였다.

### 최씨 정권에 의한 통치
1219년(고종 7년), 최충헌이 죽자 최충헌의 아들인 최우가 최씨 정권의 집권자로 등극하였다. 최우는 사병 조직인 야별초(夜別抄)를 조직하고 정방을 설치하여 인사권을 단행하였으며, 서방을 설치하여 문신들을 기용하였다. 또한 자신의 외손녀(순경태후)가 원종의 태자비로 책봉되면서 권력기반을 더욱 공고히하려고 하였다. 최우의 사병 조직인 야별초는 몽고와의 전쟁이 시작되자 삼별초(三別抄)로 개편하였다. 삼별초는 좌별초, 우별초, 신의군으로 편성되어 몽고에 항전하였다.
| 통치자    | 최충헌 (1149 - 1219) | 최우 (1166 - 1249)     | 최항 (1209 - 1257)     | 최의 (1233 - 1258)     |
| --------- | -------------------- | ---------------------- | ---------------------- | ---------------------- |
| 통치 기간 | 1213년 - 1219년      | 1219년 - 1249년        | 1249년 - 1257년        | 1257년 - 1258년        |
| 통치 기구 | 교정도감             | 교정도감 • 정방 • 서방 | 교정도감 • 정방 • 서방 | 교정도감 • 정방 • 서방 |
| 사병 조직 | 도방                 | 삼별초                 | 삼별초                 | 삼별초                 |

## 몽고의 침략과 여몽 전쟁
고종의 재위 기간 내내 수차례에 걸친 몽고와의 전쟁으로 전국토가 황폐화되었으며 몽고군에 의한 방화와 약탈, 도륙이 곳곳에서 자행되었다. 신라 진흥왕 때 건립된 동경(東京, 경주)의 황룡사(皇龍寺)와 선덕여왕 때 세워진 황룡사 9층 목탑이 몽고군에 의해 불타 없어졌다.
이 시기에 부처의 힘을 빌려 국난을 극복하고자 하는 염원으로 《팔만대장경(八萬大藏經)》을 주조하였다. 대장경을 보관하고 있는 합천 해인사 장경판전은 유네스코 세계유산으로 지정되어있다.

### 강동성 전투
1218년(고종 6년) 12월, 몽고군에 쫓기던 거란은 고려의 서경 동쪽에 강동성(江東城)에 이르러 농성하였는데, 몽고군이 거란을 잔멸시키기 위해 고려의 영토내에 군대를 이끌고 들어오면서 처음으로 고려와 몽고의 접촉이 이루어졌다. 몽고는 고려에 군사와 군량을 원조해 줄 것과, 양국간의 외교관계를 수립할 것을 요구했다.
1219년(고종 7년), 고려와 몽고, 동진(東眞)의 연합군은 강동성에서 거란군을 격퇴하였다. 이후 합진(哈眞)이 고려와 화친을 맺기를 청하자, 고종은 문무관료들에게 관복을 갖추고 선의문에서 십자가에 이르기까지 좌우로 나누어 도열할 것을 명하였다. 하지만 이후 몽고의 불손한 태도와 과도한 공물 요구로 인해 고려와 몽고의 관계는 악화되었다.

#### 저고여 피살 사건
1225년(고종 13년), 몽고 사신 저고여가 고려에 입조하였다가 귀국길에 압록강에서 정체를 알 수 없는 도적에게 피살되었는데, 이후 몽고는 저고여의 피살을 고려정부의 소행이라고 주장하며 이를 구실로 하여 재침하였다. 이에 몽고와 강화조약을 체결하여, 각지에 몽고의 행정 감독관인 다루가치 72인을 두게 하고, 약간의 수비군을 주둔하게 하였다.

### 제1차 여몽전쟁
1231년(고종 18년) 8월, 몽고는 저고여 피살사건을 힐난하며 고려에 항복할 것을 요구하였다.
몽고제국의 칸인 오고타이 칸은 살리타이(撒禮塔)를 보내어 고려를 공격하였다. 살리타이는 압록강을 건너 함신진(咸新鎭)을 포위하고 철주(鐵州)와 의주(義州)를 도륙하였다. 이후 귀주성(龜州城)에 이르렀으나 고려군의 항전으로 고전을 면치 못하며 패퇴하였으며, 서경(西京, 평양)을 공격하였으나 이 또한 실패하였다. 이때 홍복원 등은 몽고군에 항복하였으나, 박서와 김경손 등은 귀주성에서 항전하였다.
살리타이는 귀주에서의 전투가 장기화되자, 노선을 바꿔 남하하였다. 선주(宣州)와 곽주(郭州)를 함락시키고 예성강 일대에서 도륙을 자행하고, 지나가는 곳곳마다 살육을 자행하였다. 마침내 개경에 이르러 흥왕사를 공격하고 개경을 포위하였다. 개경 뿐만 아니라 더 남진하여 광주(廣州)와 충주, 청주까지 내려가 약탈을 자행하였다.
이에 고려 조정은 왕실 종친인 회안공(淮安公) 왕정(王侹)을 보내 강화를 요청하고 몽고 사신과 군대에게 잔치를 베풀었다. 뿐만 아니라 몽고 사신과 살리타에게 막대한 공물을 바쳤다.

### 제2차 여몽전쟁과 강화 천도
몽고군에 의해 전국토가 유린당하고 수도인 개경(開京)이 위협당하자, 당시 집권자였던 최우는 도병마사에서 재신과 추밀들을 소집하여 재추회의를 열고, 반대세력의 의견을 묵살하고 강화도로 천도하여 항전할 것을 결정하였다.
1232년(고종 19년) 6월, 최우는 고종을 협박하여 강화도로 천도를 단행하였다.
 
7월 6일, 왕이 개경(開京)을 출발하여 승천부(昇天府)에 머물렀다.
7월 7일, 강화도의 객관에 들어갔다.
이때 장마가 열흘이나 계속되어 흙탕물이 정강이까지 차고, 사람과 말이 엎어지고 넘어졌다.
고위 관리와 양가의 부녀자들 중에 심지어 맨발로 지고 이고 가는 사람까지 있었다.
의지할 곳 없이 울부짖는 노인과 과부, 부모를 잃은 어린 아이들은 이루 헤아릴 수 없었다.

 — 《고려사절요》 권16, 고종3,
1232년 7월 6일 (을유)
고려가 수도를 개경에서 강화로 옮겨 항전의 의지를 보이자 몽고와의 제2차 전쟁이 시작되었다. 살리타이는 다시 고려를 침략하여 개경을 함락시키고, 한양을 공격하였다. 고려는 몽고에 표를 올려 상황을 설명하고 철군을 요청했으나 거부되자 결사항전의 의지를 보였다. 국왕과 지배층이 강화에 피난하여 머무는 동안, 육지에서는 몽고군에 의해 전국토가 전장터가 되었다.
12월, 살리타이는 처인성(處仁城, 경기 용인시)을 공격하여 처인성 전투가 벌어졌는데, 이때 고려의 승려인 김윤후가 쏜 화살에 맞아 숨졌다. 살리타이가 숨지자 몽고군이 철수하면서 제2차 전쟁이 종료되었다. 제2차 여몽전쟁 때 부인사의 《초조대장경(初雕大藏經)》이 불타 없어졌다.
이후 28년 동안 몽고에 항쟁하였다. 왕의 친조(親朝)와 태자 왕전(王倎)의 볼모를 조건으로 강화가 성립될때까지 약 28년간 몽고와의 전쟁으로 국토가 황폐화되고 백성들이 유리걸식 하는 등 막대한 피해를 입었다.

### 강화 천도기
1235년(고종 22년) 제3차 전쟁에서 몽고는 남송을 공격하는 길에 따로 당올태에게 대군을 주어 다시 고려를 치게 하였다. 몽고군은 개주(介州, 개천)·온수(溫水, 온양)·죽주(竹州, 죽산)·대흥(大興, 예산) 등지에서 큰 타격을 받으면서도 4년간에 걸쳐 전국 각지를 휩쓸었다. 최씨 정권은 강화도의 방위에만 힘쓰는 한편 부처의 힘을 빌려 국난을 극복하고자 《대장경》의 재조(再彫)를 시작하였다.
1254년(고종 41년), 제6차 여몽전쟁때는 고려-몽골 전쟁을 통틀어 가장 많은 인명이 희생당하고 막심한 피해를 입은 전쟁이었다. 자릴타이(車羅大)가 이끄는 몽고부대는 압록강을 건너 빠르게 남하하여 충주성에 이르렀다. 충주 다인철소(多仁鐵所)의 지역 백성들이 결사항전하여 싸웠고, 다인철소는 익안현(翼安縣)으로 승격되었다.
이해에 몽고군에 붙잡힌 포로의 수가 20만명에 이르렀으며 살육당한 자는 헤아릴 수 없었다.
1258년(고종 45년), 동북면에 쳐들어 온 몽고군에게 조휘와 탁청이 투항하면서 철령 이북 지역이 몽고의 쌍성총관부의 지배하에 놓이게 되었다. 쌍성총관부는 98년후인 1356년(공민왕 5년), 공민왕이 탈환하여 다시 고려의 영토로 귀속시켰다.

## 최씨 정권의 종말
1258년(고종 45년), 고종은 유경과 김준 등에게 지시하여 최의를 제거하기로 꾀하였다. 이들의 정변이 성공하고 최씨 정권의 마지막 집정자인 최의가 살해됨으로써 명종대에서부터 이어져 온 최충헌, 최우, 최항, 최의 4대 60년에 걸친 최씨정권이 종식되었으며, 권력은 김준에게 넘어갔다.

## 최후
1259년(고종 46년), 최우가 죽고 몽고와의 화의가 성립되자 강화 내성을 허물기 시작하였다. 6월 30일, 유경(柳璥)의 집에서 훙서하였다. 당시 태자인 원종이 원나라에 입조하고 있어, 국사는 태손 왕심(王諶, 충렬왕)이 임시로 관장하였다.
묘호는 고종(高宗), 시호는 안효대왕(安孝大王)이며, 능은 인천 강화도에 있는 홍릉(洪陵)이다. 1310년(충선왕 2년), 원에서 충헌(忠憲)의 시호를 내렸다.

## 평가
《동국통감》에서는 고종과 고종 시대를 다음과 같이 평가하였다.
 
고종의 시대에 안으로는 권신이 있어 서로 계승하여 제멋대로 나라의 권력을 잡았으며,
밖으로는 여진(女眞) · 몽고(蒙古)가 있어 군사를 보내 해마다 침략하였으니,
당시의 나라 형세는 대단히 위태로웠다.
그러나 왕이 조심스럽게 법을 지켰으며,
수치스러움을 가슴속에만 간직하고 참았기 때문에
보위를 보전하게 되어 마침내 정권이 왕실로 돌아오게 되었다.
적병이 도착하면 성(城)을 튼튼하게 하여 굳게 지켰고,
물러가면 사신을 보내어 호의(好誼)를 통하였으며,
심지어 태자를 보내 예물을 가지고 친히 조회하게 하였으므로,
마침내 사직(社稷)이 멸망하지 않았고 국운(國運)이 길이 전해지게 되었다.

 — 《동국통감》 권33, 고려기(高麗紀)
고종 46년(1259년)

## 가족 관계
| 1192년 2월 3일 (음력 1월 18일) 고려 개경 별궁 | 1259년 7월 21일 (음력 6월 30일)) (67세) 고려 강화도 유경(柳璥)의 집 |

|    |                                               | 생몰년          | 부모                                      | 비고        |
| -- | --------------------------------------------- | --------------- | ----------------------------------------- | ----------- |
| 부 | 강종 康宗                                     | 1152년 - 1213년 | 명종 明宗 광정태후 김씨 光靖太后 金氏     | 제22대 국왕 |
| 모 | 원덕왕후 유씨 元德王后 柳氏 원덕태후 元德太后 | 미상 - 1239년   | 신안후 왕성 信安侯 王珹 창락궁주 昌樂宮主 |             |

| 정비 |                                               | 생몰년        | 부모                                  | 비고 |
| ---- | --------------------------------------------- | ------------- | ------------------------------------- | ---- |
| 정비 | 안혜왕후 유씨 安惠王后 柳氏 안혜태후 安惠太后 | 미상 - 1232년 | 희종 熙宗 성평왕후 임씨 成平王后 任氏 |      |

|   |                         | 이름  | 생몰년          | 생모          | 배우자                                                  | 비고        |
| - | ----------------------- | ----- | --------------- | ------------- | ------------------------------------------------------- | ----------- |
| 1 | 원종 元宗               | 식 禃 | 1219년 - 1274년 | 안혜왕후 유씨 | 순경태후 김씨 靜順王后 金氏 경창궁주 유씨 慶昌宮主 柳氏 | 제24대 국왕 |
| 2 | 영종 英宗 안경공 安慶公 | 창 淐 | 미상            | 안혜왕후 유씨 | 폐비 권씨 廢妃 權氏                                     | 임시국왕    |

|   |                   | 생몰년 | 생모          | 배우자                  | 비고 |
| - | ----------------- | ------ | ------------- | ----------------------- | ---- |
| 1 | 수흥궁주 壽興宮主 | 미상   | 안혜왕후 유씨 | 신양공 왕전 新陽公 王㻇 |      |
| 2 | ▨▨옹주 ▨▨公主     | 미상   | 궁인          | 대장군 기온 大將軍 奇蘊 |      |

## 대중 문화속에 나타나는 고종
- 《무인시대》(KBS1, 2003년~2004년, 배우:오현철)
- 《무신》(MBC, 2012년, 배우:이승효)

## 같이 보기
- 최충헌
- 최우
- 최항
- 김준
- 강동성 전투
- 강화천도
- 고려-몽고 전쟁
- 쌍성총관부
- 팔만대장경